# Achim Kienle

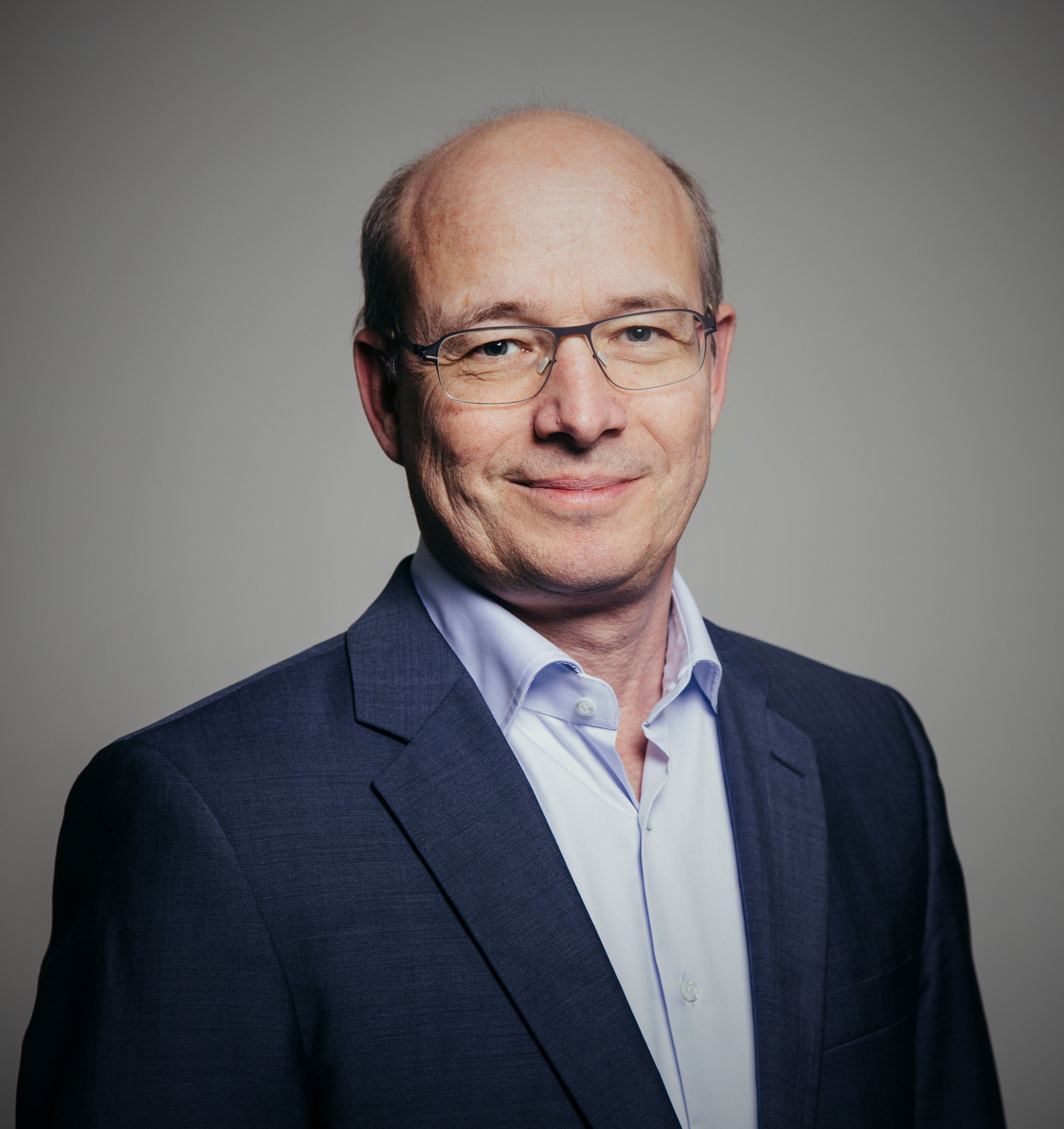
Achim Kienle (2017)

Achim Kienle (* 6. März 1963 in Stuttgart) ist ein deutscher Ingenieur und Professor für Automatisierungstechnik / Modellbildung. Er arbeitet an der Schnittstelle zwischen Verfahrenstechnik und Regelungstechnik und gehört zu den Pionieren auf dem Gebiet der Regelung komplexer Prozesssysteme.

## Leben und Wirken
Achim Kienle hat die Ausbildung an einem Gymnasium durchlaufen und 1983 das Abitur erworben. Unmittelbar danach folgte ein Studium der Verfahrenstechnik mit Schwerpunkt Systemdynamik / Regelungstechnik an der Universität Stuttgart. 1989 beendete Kienle sein Studium als Diplom-Ingenieur (Dipl.-Ing.).
Sein Berufseinstieg erfolgte in den Jahren 1989 bis 1998 als wissenschaftlicher Mitarbeiter am Institut für Systemdynamik und Regelungstechnik der Universität Stuttgart (Direktor: Ernst Dieter Gilles). In dieser Zeit entstand auch seine Dissertation zum Thema „Nichtlineare Wellenphänomene und Stabilität stationärer Zustände in Destillationskolonnen“, mit der er 1997 zum Doktor-Ingenieur (Dr.-Ing.) promovierte.
1998 wechselte Kienle als Leiter der Fachgruppe „Prozesssynthese und Prozessdynamik“ an das Max-Planck-Institut für Dynamik komplexer technischer Systeme, das durch Ernst Dieter Gilles in Magdeburg gegründet und geleitet wurde. Hier erarbeitete er seine Habilitationsschrift zum Thema Nichtlineare Dynamik verfahrenstechnischer Prozesse.

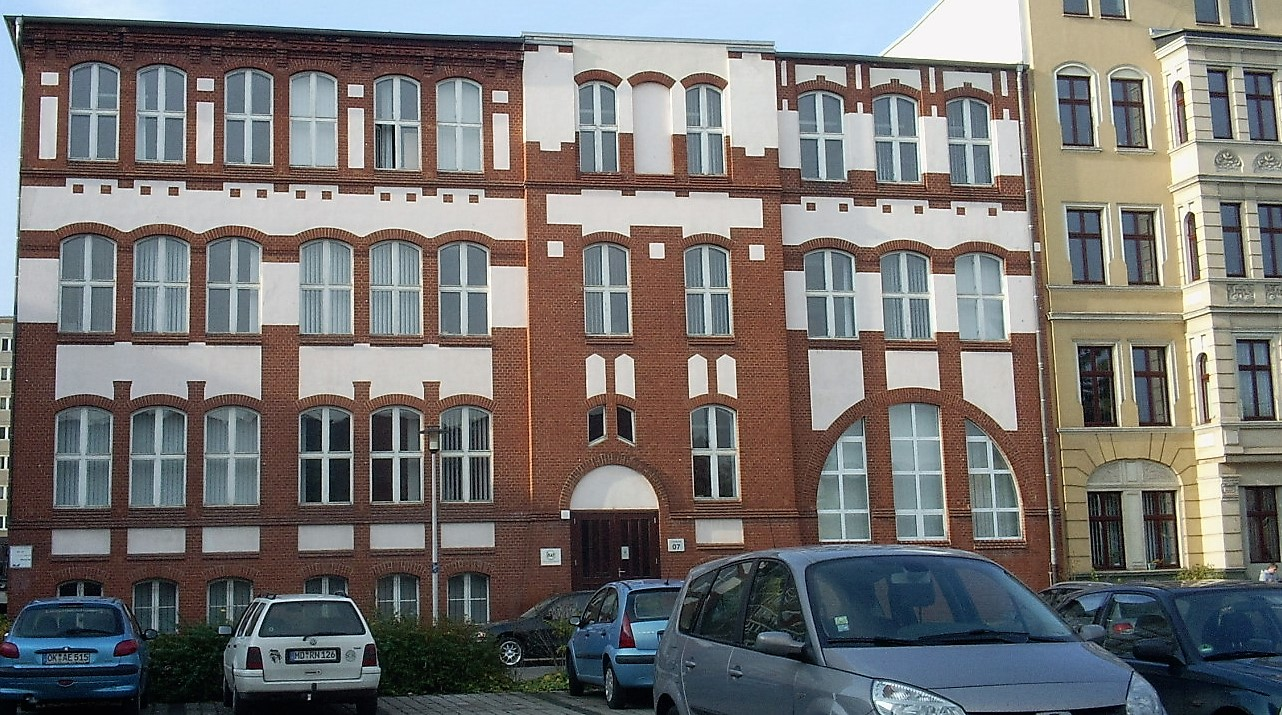
Traditioneller Sitz der Regelungs-/ Automatisierungstechnik auf dem Campus Magdeburg

Im Jahr 2002 erhielt Kienle einen Ruf auf den Lehrstuhl für Automatisierungstechnik / Modellbildung der Otto-von-Guericke-Universität Magdeburg sowie einen weiteren Ruf auf den Lehrstuhl für Prozess- und Anlagentechnik an der Technischen Universität Hamburg-Harburg. Auf Grund seines andauernden Engagements am vor Ort befindlichen Max-Planck-Institut entschied er sich für die Professur in Magdeburg. Weiterhin besitzt die Ausbildungsrichtung Regelungstechnik in Magdeburg eine beträchtliche Tradition und existiert hier seit 1960 (Gründer: Heinrich Wilhelmi; Herbert Ehrlich; Heinz Töpfer).
Nach der deutschen Wiedervereinigung von 1990 wurde der bestehende Wissenschaftsbereich Regelungstechnik und Prozesssteuerung unter aktiver Einflussnahme von Ulrich Korn und Peter Neumann in das „Institut für Automatisierungstechnik“ (IFAT) überführt und weiter ausgebaut auf etwa 30 Mitarbeiter bei 4 Lehrstühlen, zu denen auch Achim Kienle gehört.

## Lehr- und Forschungstätigkeit
Die Lehrtätigkeit von Achim Kienle an der Otto-von-Guericke-Universität Magdeburg umfasst Vorlesungen, Übungen und Praktika zu folgenden Themen:
- Signale und Systeme
- Prozessdynamik nichtlinearer Systeme (Prozessdynamik II)
- Regelungstechnik
- Systems and Control (in Englisch)
- Systemidentifikation / Experimentelle Prozessanalyse
- Mathematische Modellierung physiologischer Systeme.

Die Forschungsarbeiten der Arbeitsgruppe Kienle am Lehrstuhl für Automatisierungstechnik / Modellbildung der Otto-von-Guericke-Universität und am Max-Planck-Institut für Dynamik komplexer technischer Systeme sind auf die Analyse, Synthese und Regelung komplexer Systeme gerichtet. Hierzu gehören Methoden und Werkzeuge zur rechnergestützten Modellierung und Simulation, die nichtlineare Analyse, die optimale Prozessgestaltung und die Prozessführung. Hauptanwendungsgebiete sind chemische Prozesse, Energiesysteme und ausgewählte Fragestellungen aus der Systembiologie. Letztere betreffen die populationsdynamische Modellierung der Influenza Virusreplikation bei der Impfstoffproduktion sowie die Herstellung maßgeschneiderter Biopolymere in Mikroorganismen.

## Mitgliedschaften und Ehrungen (Auswahl)
- 2001 bis 2002 gewähltes Mitglied im Wissenschaftlichen Rat der Max-Planck-Gesellschaft
- seit 2003 Leiter des Fachgremiums „Populationsdynamische Modellierung disperser und polymerer Systeme“ im Kompetenznetz Verfahrenstechnik Pro3
- 2004 bis 2013 Mitglied im Dechema-Arbeitsausschuss „Prozesssimulation und  Prozesssynthese“
- 2005 bis 2007 Prodekan der Fakultät für Elektrotechnik und Informationstechnik der Otto-von-Guericke-Universität Magdeburg
- 2007 bis 2009 Dekan der Fakultät für Elektrotechnik und Informationstechnik der Otto-von-Guericke-Universität Magdeburg
- 2007 Ernennung zum auswärtigen wissenschaftlichen Mitglied des Max-Planck-Instituts in Magdeburg
- seit 2008 Sprecher des Forschungszentrums „Dynamische Systeme“ der Otto-von-Guericke-Universität und des Max-Planck Instituts in Magdeburg
- 2011 Ernennung zum Ehrendoktor der Technischen Universität in Donezk / Ukraine
- 2012 bis 2016 Senator der Otto-von-Guericke-Universität Magdeburg
- 2017 Forschungspreis der Otto-von-Guericke-Universität Magdeburg.

## Publikationen (Auswahl)
Kienle hat mehr als 200 Publikationen in den Fachgebieten Verfahrens-, Regelungs- und Automatisierungstechnik veröffentlicht. Er ist Mitherausgeber von drei Fachbüchern und mehreren Sonderheften renommierter Fachzeitschriften. Ausgewählte Publikationen sind:
- Michael Mangold, Achim Kienle, Ernst Dieter Gilles, Klaus Dieter Mohl: Nonlinear computation in Diva – Methods and Applications. In: Chem. Eng. Sci. Band 55, Nr. 2000, S. 441–454.
- Achim Kienle: Low-order dynamic models for ideal multicomponent distillation processes using nonlinear wave propagation theory. In: Chem. Eng. Sci. Band 55, Nr. 2000, S. 1817–1828.
- Achim Kienle, Wolfgang Marquardt: Nonlinear dynamics and control of reactive distillation processes. In: K. Sundmacher, A. Kienle (Hrsg.): Reactive distillation - Status and future directions. Wiley-VCH, Weinheim 2002, Kap. 10, S. 241–281.
- Henning Schramm, Malte Kaspereit, Achim Kienle, Andreas Seidel-Morgenstern: Simulated moving bed process with cyclic modulation of the feed concentration. In: J. Chrom. A. Band 1006, 2003, S. 77–86.
- Stefan Grüner, Achim Kienle: Equilibrium theory and nonlinear waves for reactive distillation columns and chromatographic reactors. In: Chem. Eng. Sci. Band 59, 2004, S. 901–918.
- Rusi Radichkov, Thomas Müller, Achim Kienle, Stefan Heinrich, Mirko Peglow, Lothar Mörl: A numerical bifurcation analysis of continuous fluidized bed spray granulation with external product classification. In: Chem. Eng. Proc. Band 45, 2006, S. 826–837.
- Markus Grötsch, Michael Mangold, Ming Sheng, Achim Kienle: Model reduction and state estimation. In: K. Sundmacher, A. Kienle, H. J. Pesch, J. F. Berndt, C. Huppmann (Hrsg.): Molten carbonate fuel cells: modeling, analysis, simulation and control. Wiley-VCH, Weinheim 2007, S. 185–199.
- Andre Franz, Hyun-Seob Song, Doriswami Ramkrishna, Achim Kienle: Experimental and theoretical analysis of PHB formation and consumption in Ralstonia eutropha. In: Biochem. Eng. J. Band 55, 2011, S. 49–58.
- Stefan Palis, Achim Kienle: Discrepancy based control of particulate processes. In: J. Proc. Control. Band 24, 2014, S. 33–46.
- Robert Dürr, Thomas Müller, Stefanie Duvigneau, Achim Kienle: An efficient approximate moment method for multidimensionl population balance models – Application to virus replication in multi-cellular systems. In: Chem. Eng. Sci. Band 160, 2017, S. 321–334.
- Carsten Seidel, Andreas Jörke, Bernd Vollbrecht, Andreas Seidel-Morgenstern, Achim Kienle: Kinetic modeling of methanol synthesis from renewable resources. In: Chem. Eng. Sci. Band 175, 2018, S. 130–138.
- Tobias Keßler, Christian Kunde, Kevin McBride, Dennis Michaels, Kai Sundmacher, Achim Kienle: Global optimization of distillations columns using explicit and implicit surrogate models. In: Chem. Eng. Sci. Band 197, 2019, S. 235–245.
- Christoph Neugebauer, Eugen Diez, Andreas Bück, Stefan Palis, Stefan Heinrich, Achim Kienle: On the dynamics and control of fluidized bed layering garnulation with screen-mill cycle. In: Powder Technol. Band 354, 2019, S. 765–778.